# Gregório I de Antioquia
Gregório I de Antioquia (? — 593) foi o Patriarca de Antioquia da Igreja Ortodoxa Grega, entre 571 e 593.

## Vida e obra
Gregório começou como um monge no mosteiro bizantino em Jerusalém conforme Evágrio Escolástico. Ele foi transferido pelo imperador Justino II (565 - 578) para o Monte Sinai e era o abade ali quando o mosteiro foi atacado pelos árabes. João Mosco menciona que ele também foi o abade do mosteiro de Farano, na Palestina. Em 569 - 570, ele se tornou Patriarca de Antioquia depois que Justino depôs Anastácio I.
Em 578, Anatólio acusou Gregório I de ser um criptopagão envolvido no sacrifício de um garoto, mas depois retirou seu testemunho "após ser submetido a uma extrema tortura".
Gregório I foi uma figura influente e foi sujeitado a todo tipo de assédios e inquéritos oficiais por conta disso, incluindo uma visita à corte imperial em Constantinopla em algum momento antes de 588 d.C. As acusações eram aparentemente falsas e ele foi absolvido. Quando as tropas romanas que lutavam contra os persas se amotinaram durante o reino do imperador Maurício, pediram a Gregório I que mediasse um acordo.
Quando Cosroes II da Pérsia foi obrigado a desertar para os romanos em busca de segurança no início de seu reinado, Gregório I e Domiciano, metropolita de Melitene, foram enviados para recebê-lo. Seus serviços claramente foram bem aceitos, pois quando Cosroes recebeu de volta seu reino, enviou para Gregório I a cruz que tinha sido levada antes de Sergiópolis por Cosroes I. Após este evento, Gregório I fez uma viagem até as terras na fronteira para converter monofisistas para a fé calcedoniana.
Ele morreu em 593 - 4, envenenado por uma droga que tomou para aliviar a sua gota. Seu predecessor, Anastácio I, retomou então o trono episcopal.
De suas obras, cinco homilias chegaram até nós e foram publicados por Migne em sua Patrologia Graeca.